# Eante
En la mitología griega Eante o Eas (en latín, Aeas) es el nombre del dios del río del mismo nombre, en Epiro. 
Era uno de los oceánidas, los dioses-río hijos de Océano y Tetis. Según Ovidio, se apiadó y dio consuelo a su hermano Peneo cuando la hija de éste, Dafne, fue transformada en laurel para huir del acoso del dios Apolo.